# Lacaena bicolor
Lacaena bicolor är en orkidéart som beskrevs av John Lindley. Lacaena bicolor ingår i släktet Lacaena och familjen orkidéer. Inga underarter finns listade i Catalogue of Life.